# Buena Vista Social Club (brano musicale)
Buena Vista Social Club, è una brano strumentale composto dal contrabbassista e compositore Cachao (per errore nelle note dell'edizione americana viene indicato come compositore il fratello Orestes López.). Cachao era zio di Orlando "Cachaito" che suggerì di inserire il brano nelle sessioni di registrazione, nel 1996 con il collettivo Buena Vista Social Club , nell'omonimo album prodotto da Ry Cooder. 
Il brano probabilmente fu composto verso la fine degli anni '30, epoca in cui Cachao con il fratello Orestes, stavano sperimentando una forma sincopata del danzón, basata su influenze di ritmi africani, con le quali gettarono poi le basi del ritmo del mambo, che ben presto divenne il genere più importante della musica popolare cubana. Questo brano che apre con il ritmo del danzón e che, gradualmente diviene un mambo, si conclude con una lunga improvvisazione del pianista Rubén González.

## Musicisti
- Rubén González - pianoforte
- Ry Cooder - chitarra
- Orlando Cachaíto López - contrabbasso
- Alberto Valdéz - maracas
- Manuel 'Puntillita' Licea  congas
- Làzaro Villa- Güiro
- Joachim Cooder - udu
- Ibrahim Ferrer - clave